# Stara Gadka
Stara Gadka (dawn. Gadka Stara) – wieś w Polsce położona w województwie łódzkim, w powiecie łódzkim wschodnim, w gminie Rzgów, nad rzeką Ner. 
Do wsi dojeżdżają autobusy łódzkiej komunikacji miejskiej (linie: 50A, 50B).
Na obrzeżach miejscowości znajduje się niemiecki cmentarz z czasów I wojny światowej. Spoczywają na nim głównie żołnierze, którzy zginęli podczas Bitwy pod Łodzią.

## Historia
Pierwsze wzmianki o wsi pochodzą z 1398 roku.
Od 1867 w gminie Brus w powiecie łódzkim. W okresie międzywojennym należała do woj. łódzkiego. 1 kwietnia 1927 włączona do gminy Gospodarz w powiecie łódzkim. 1 września 1933 weszła w skład nowo utworzonej gromady (sołectwa) Gadka Stara w granicach gminy Gospodarz, składającej się ze wsi Gadka Stara i Ruda Las. Podczas II wojny światowej włączona do III Rzeszy.
Po wojnie Gadka Stara powróciła do powiatu łódzkiego w woj. łódzkim, jako jedna z 12 gromad gminy Gospodarz. 21 września 1953 gminę Gospodarz przemianowano na Rzgów. W związku z reorganizacją administracji wiejskiej jesienią 1954, Gadka Nowa weszła w skład nowej gromady Gospodarz. 29 lutego 1956 włączono ją do gromady Rzgów w tymże powiecie. W 1971 roku liczba mieszkańców Starej Gadki wynosiła 673.
Od 1 stycznia 1973 w reaktywowanej gminie Rzgów w powiecie łódzkim. W latach 1975–1998 miejscowość należała administracyjnie do województwa łódzkiego.